# Boekel
Boekel es un municipio de la provincia de Brabante Septentrional en los Países Bajos. El municipio se encuentra en una región natural de pantanos y turberas extendida entre el oeste de Brabante y Limburgo, llamada Peel. El 30 de abril de 2017 contaba con una población de 10.442 habitantes, sobre una superficie de 34,52 km², de los que 0,01 km² corresponden a la superficie ocupada por el agua, con una densidad de 303 h/km².  
El municipio se creó en 1814 e integra con Boekel, donde se localiza el ayuntamiento, Venhorst y Huize Padua, fundación de los Hermanos Penitentes en 1742, aprovechando la tolerancia religiosa en la zona. Predominantemente agrícola, Boekel aparece citado por primera vez en 1313, pero mediado el siglo XVIII la población apenas sobrepasaba los 1000 habitantes y la plaga de la patata en 1846 forzó a muchas familias a la emigración. En adelante,
la horticultura y la cría de cerdos serán la base de su economía.

## Galería de imágenes

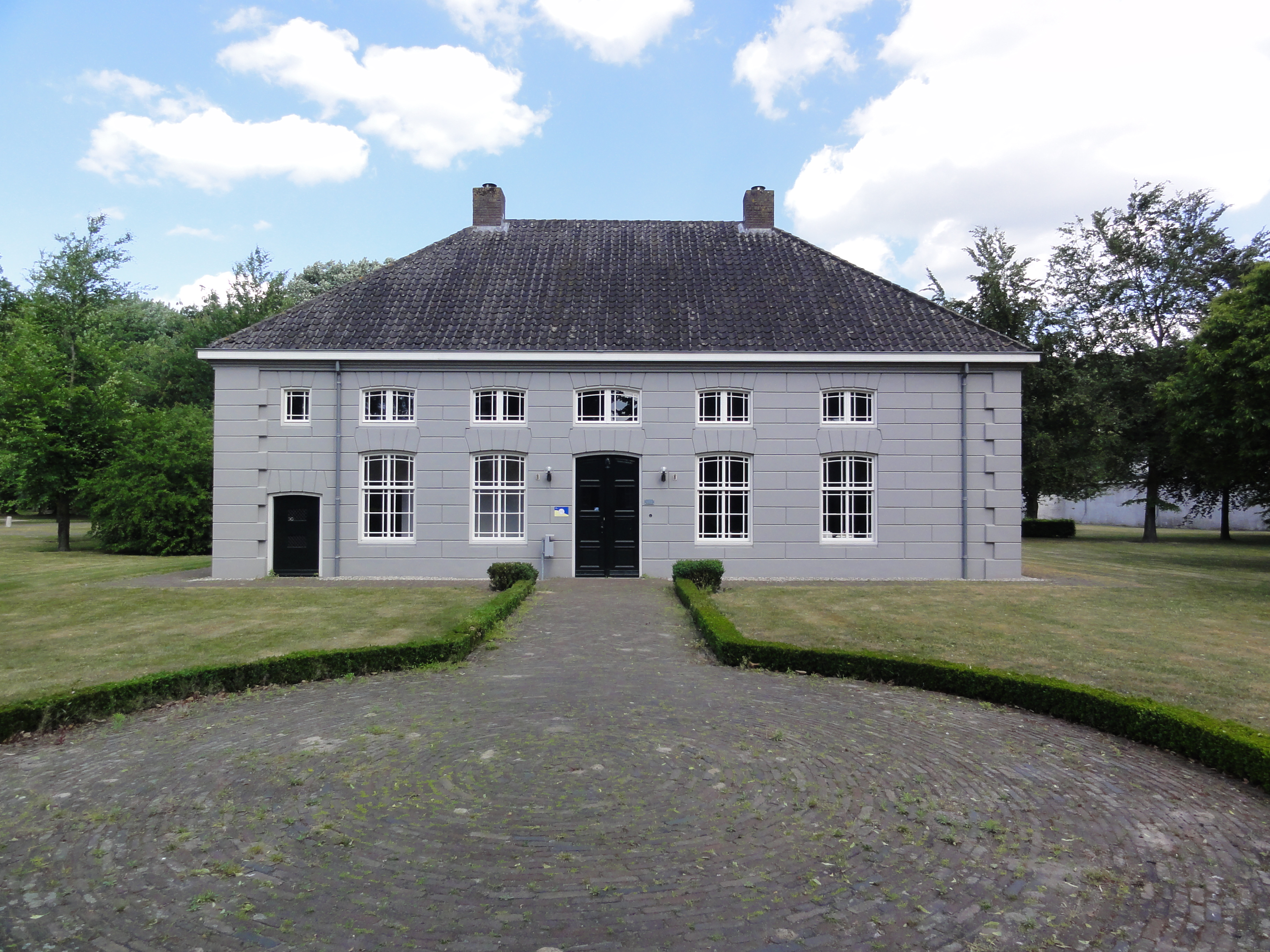
Huize Padua: Oude Kluis, fundación de los Hermanos Penitentes en 1742, remodelado en 1832 y ampliado más tarde como hospital psiquiátrico.
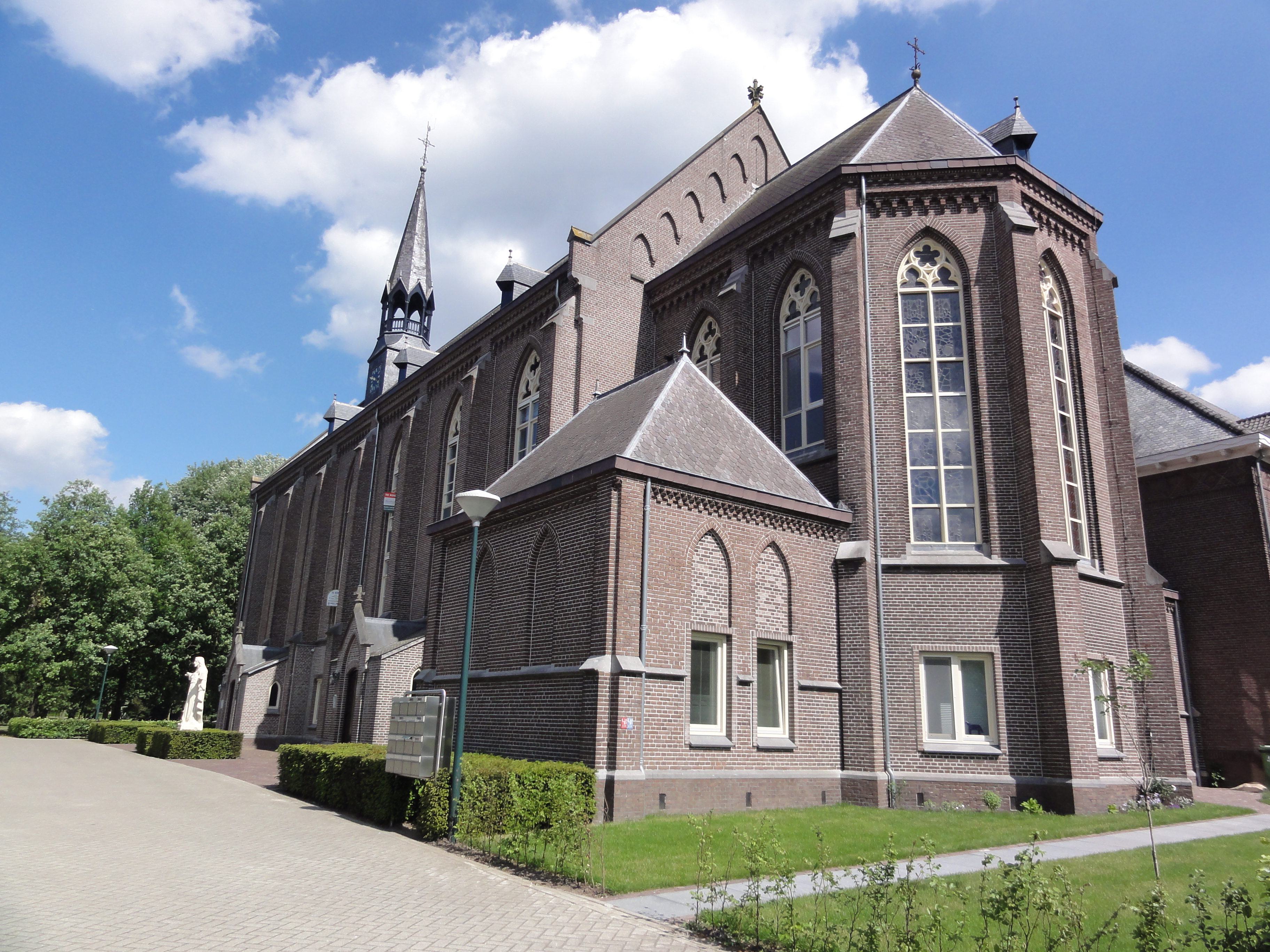
Huize Padua: capilla del complejo fundado por los Hermanos Penitentes.
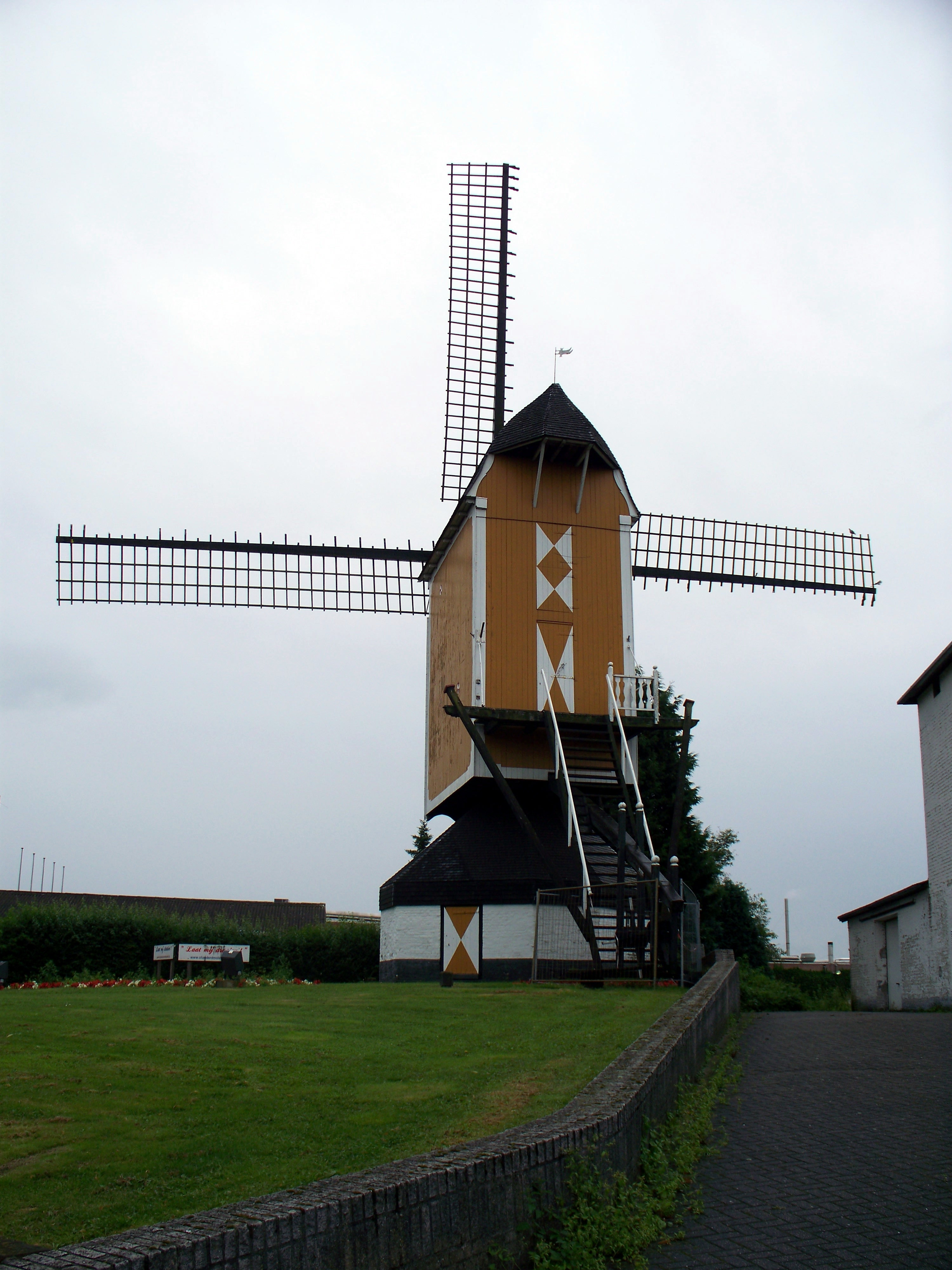
Boekel: Standerdmolen
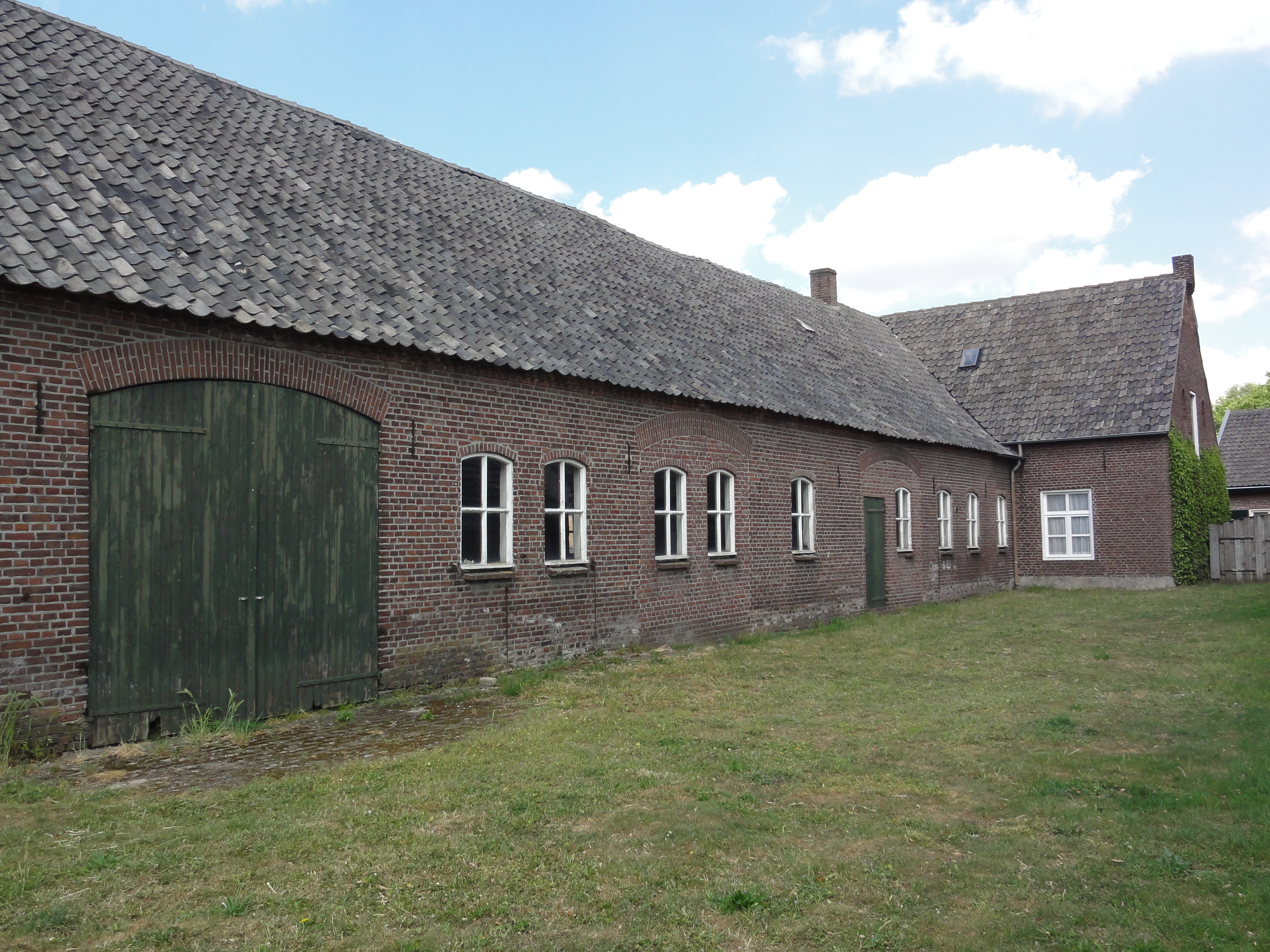
Boekel: granja de estilo alargado tradicional, 1890